# Куликовка (Луганская область)
Куликовка (укр. Куликівка) — село, относится к Сватовскому району Луганской области Украины.
Население по переписи 2001 года составляло 2 человека. Почтовый индекс — 92613. Телефонный код — 6471. Занимает площадь 0,54 км². Код КОАТУУ — 4424055401.

## Местный совет
92612, Луганська обл., Сватівський р-н, смт. Нижня Дуванка, вул. Леніна, 79  (укр.)